# 中山王𫲨𧊒

名字寫法

中山王𫲨𧊒（？—前299年），姬姓，名𫲨𧊒，為戰國中山國君主之一，中山國第六任君主，在位約11年。依據𫲨𧊒壺銘文，他當為中山王𰯼的兒子。
由於中山國位於趙國之中，將趙國分為南北兩地，趙國自趙武靈王實行胡服騎射改革之後，就不斷展開消灭中山國的戰爭。
前306年，趙侵中山，至寧葭（今河北石家莊市西北），北進幾十里。前305年，趙分二兩路進攻中山，武靈王軍攻取鄗、石邑、封龍、東垣；牛翦軍攻取丹丘、華陽二邑和鴟之塞，進逼中山腹地。中山割四邑求和。
前303年，趙再次發兵進攻中山。前301年，趙軍攻入中山國都靈壽，中山王逃往齊國。前300年，趙連續發兵進攻中山，攻取扶柳，中山東部邊地幾乎為趙所得。
中山五次戰敗，五次割地求和，中山領土大為縮小，實力也大為減弱。前299年，赵武灵王派二十万大军击败中山国，中山王𫲨𧊒最终死在齐国。